# Боллтаун (Айова)
Боллтаун (англ. Balltown) — місто (англ. city) в США, в окрузі Дюб'юк штату Айова. Населення — 79 осіб (2020).

## Географія
Боллтаун розташований за координатами 42°38′13″ пн. ш. 90°52′12″ зх. д. / 42.63694° пн. ш. 90.87000° зх. д. (42.636884, -90.869954).  За даними Бюро перепису населення США в 2010 році місто мало площу 0,23 км², уся площа — суходіл. В 2017 році площа становила 0,19 км², уся площа — суходіл.

## Демографія
Згідно з переписом 2010 року, у місті мешкало 68 осіб у 31 домогосподарстві у складі 21 родини. Густота населення становила 289 осіб/км².  Було 33 помешкання (140/км²).
Расовий склад населення:
| - 98,5 % — білих |

До двох чи більше рас належало 1,5 %. Частка іспаномовних становила 0,0 % від усіх жителів.
За віковим діапазоном населення розподілялося таким чином: 17,6 % — особи молодші 18 років, 51,5 % — особи у віці 18—64 років, 30,9 % — особи у віці 65 років та старші. Медіана віку мешканця становила 47,0 року. На 100 осіб жіночої статі у місті припадало 100,0 чоловіків;  на 100 жінок у віці від 18 років та старших — 115,4 чоловіків також старших 18 років.
Середній дохід на одне домашнє господарство  становив 55 476 доларів США (медіана — 55 938), а середній дохід на одну сім'ю — 67 465 доларів (медіана — 66 250). Медіана доходів становила 58 750 доларів для чоловіків та 35 000 доларів для жінок. За межею бідності перебувало 4,4 % осіб, у тому числі 0,0 % дітей у віці до 18 років та 12,0 % осіб у віці 65 років та старших.
Цивільне працевлаштоване населення становило 31 осіб. Основні галузі зайнятості: виробництво — 38,7 %, освіта, охорона здоров'я та соціальна допомога — 38,7 %, роздрібна торгівля — 6,5 %, мистецтво, розваги та відпочинок — 6,5 %.